# Alejandra Otero
Alejandra Otero Ramia (18 de mayo de 1983) es una humorista y periodista venezolana. Después de trabajar como periodista en medios como Globovisión y El Nacional, Alejandra se retiró para dedicarse a la comedia, uniéndose a varias agrupaciones de comedia y realizando rutinas de stand up comedy.

## Carrera
Alejandra se graduó en la carrera de comunicación social en la Universidad Monteávila, en Caracas, se desempeñó como periodista en medios como Globovisión y El Nacional, y estudió una maestría en relaciones internacionales en The New School, en Nueva York. Posteriormente Otero trabajó como locutora del espacio «Echando carro», transmitido por la radio del Ateneo de Caracas, y en 2005 se unió al programa de televisión Aló ciudadano de Globovisión.
Después de estar en el programa por dos años, Alejandra decide retirarse para dedicarse a la comedia, uniéndose a varias agrupaciones de comedia, incluyendo a Improvisto, y realizando rutinas de stand up comedy. También ha sido coordinadora y profesora del diplomado de stand up comedy, ofrecido por la Escuela de Humor y realizado en colaboración con el Centro Internacional de Actualización Profesional (CIAP) de la Universidad Católica Andrés Bello.
Otero se preparaba para empezar una gira con la rutina de stand up «¿Cómo te explico?» con su esposo Jorge Parra cuando empezó la pandemia de COVID-19 y llegó a Venezuela. Durante la pandemia, formó parte del elenco de la Radio Cuarentena, una iniciativa de Reuben Morales que ha reunido a humoristas venezolanos como Emilio Lovera, Laureano Márquez, Claudio Nazoa, Napoleón Rivero; adicionalmente publicó una canción con el humorista Ricardo del Búfalo, «Los enchufados contagiados». Otero estrenó su stand up «Mejor que la original» en 2021.

## Vida personal
Alejandra está casada con el argentino Jorge Parra, más conocido como Domingo Mondongo, fundador de Doctor Yaso e Improvisto. Juntos empezaron un podcast llamado «Vamos pelo a pelo», sobre la vida en pareja. Han tenido dos hijos juntos: Paulina y Bernardo. Es hija del también periodista y director de El Nacional, Miguel Henrique Otero.